# Campeonato Mundial de Snooker de 2023
O Campeonato Mundial de Snooker de 2023 ou World Snooker Championship de 2023, também conhecido oficialmente como 2023 Cazoo World Snooker Championship por razões de patrocínio, foi um torneio de snooker profissional que foi realizado de 15 de abril a 1 de maio de 2023 no Crucible Theatre em Sheffield, na Inglaterra. Será a 47ª edição consecutiva que o Campeonato Mundial de Snooker será realizada no Crucible. Organizado pelo World Snooker Tour, circuito mundial profissional, será a prova final do ranking da temporada de snooker de 2022–23. Será patrocinado pela primeira vez pela varejista britânica de carros Cazoo, que será o patrocinador titular de todos os três torneios da "Tríplice Coroa" (Triple Crown) durante a temporada, além de outros cinco eventos no circuito profissional. Será transmitido no Reino Unido pela BBC, que prorrogou o contrato de transmissão dos três eventos da "Tríplice Coroa" até 2027.
O inglês Ronnie O'Sullivan foi o defensor do título, tendo conquistado seu sétimo título mundial no evento de 2022, onde derrotou o compatriota Judd Trump por 18–13 na final.
A final, realizada em 30 de abril e 1 de maio, foi disputada entre o belga Luca Brecel, que pela primeira vez chega a uma final do campeonato mundial, e o inglês Mark Selby, anteriormente campeão por quatro vezes. Pela primeira vez na história do campeonato, foi realizado um break máximo na final, feito conseguido por Selby. Brecel venceu 18-15, e tornou-se no primeiro europeu não originário das Ilhas Britânicas e no primeiro não anglófono a vencer a prova.

## Visão geral

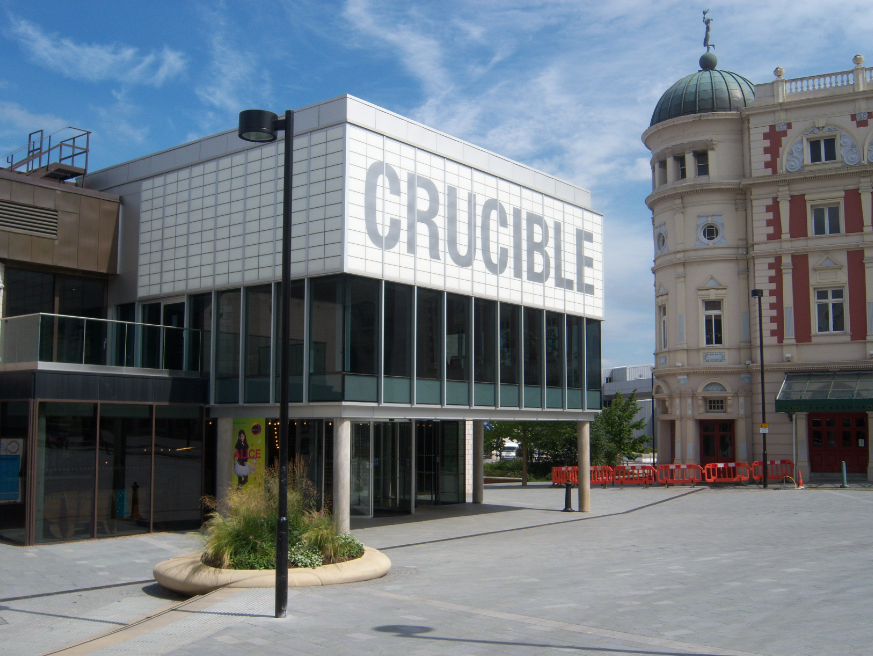
A fase final do torneio é disputada no Crucible Theatre, em Sheffield, Inglaterra

O ano de 2023 é o 47.º ano consecutivo em que o torneio é realizado no Crucible e o 55.º ano consecutivo em que o Campeonato Mundial é disputado no moderno formato eliminatório (sistema "mata-mata"). O escocês Stephen Hendry e o inglês Ronnie O'Sullivan foram os participantes mais bem sucedidos do Campeonato Mundial na era moderna, cada um deles conquistou o título sete vezes. O'Sullivan será o defensor do título, tendo derrotado o campeão da edição de 2019, o compatriota Judd Trump, por 18–13 na final de 2022.

### Regulamento
O Campeonato Mundial de Snooker de 2023 realiza-se de 15 de abril a 1 de maio de 2023, como o último evento do ranking na temporada de 2022–23. Será precedido por um torneio de qualificação a ser realizado em abril de 2023. A prova de qualificação para o Campeonato Mundial de Snooker de 2020 a 2022 foram compostas de três rodadas disputadas no melhor de 11 frames e uma rodada final disputada na melhor de 19 frames. No entanto, a World Snooker Tour anunciou que todas as rodadas de qualificação de 2023 em diante voltariam para o formato com rodadas no melhor de 19 frames usado antes da pandemia de COVID-19, mas com a regra dos cabeças de chave [que entram em rodadas mais avançadas, a depender da colocação no ranking mundial] permanecendo em vigor.

## Resultados da fase final
Os resultados da fase final são mostrados abaixo:
|  | Rodada 1 Melhor de 19 frames | Rodada 1 Melhor de 19 frames |                         |    | Rodada 2 Melhor de 25 frames | Rodada 2 Melhor de 25 frames |  |  | Quartas de final Melhor de 25 frames | Quartas de final Melhor de 25 frames |  |  | Semifinais Melhor de 33 frames | Semifinais Melhor de 33 frames |  |  | Final Melhor de 35 frames | Final Melhor de 35 frames |
|  |                              |                              |                         |    |                              |                              |  |  |                                      |                                      |  |  |                                |                                |  |  |                           |                           |
|  | 15 de abril                  |                              |                         |    |                              |                              |  |  |                                      |                                      |  |  |                                |                                |  |  |                           |                           |
|  |                              |                              |                         |    |                              |                              |  |  |                                      |                                      |  |  |                                |                                |  |  |                           |                           |
|  | Ronnie O'Sullivan (ENG) (1)  | 10                           |                         |    |                              |                              |  |  |                                      |                                      |  |  |                                |                                |  |  |                           |                           |
|  | Ronnie O'Sullivan (ENG) (1)  | 10                           | 21 & 22 de abril        |    |                              |                              |  |  |                                      |                                      |  |  |                                |                                |  |  |                           |                           |
|  | Pang Junxu (CHN)             | 7                            |                         |    |                              |                              |  |  |                                      |                                      |  |  |                                |                                |  |  |                           |                           |
|  | Pang Junxu (CHN)             | 7                            | Ronnie O'Sullivan (1)   | 13 |                              |                              |  |  |                                      |                                      |  |  |                                |                                |  |  |                           |                           |
|  | 16 & 17 de abril             |                              | Ronnie O'Sullivan (1)   | 13 |                              |                              |  |  |                                      |                                      |  |  |                                |                                |  |  |                           |                           |
|  |                              | Hossein Vafaei               | 2                       |    |                              |                              |  |  |                                      |                                      |  |  |                                |                                |  |  |                           |                           |
|  | Ding Junhui (CHN) (16)       | Hossein Vafaei               | 2                       | 6  |                              |                              |  |  |                                      |                                      |  |  |                                |                                |  |  |                           |                           |
|  | Ding Junhui (CHN) (16)       |                              | 25 & 26 de abril        | 6  |                              |                              |  |  |                                      |                                      |  |  |                                |                                |  |  |                           |                           |
|  | Hossein Vafaei (IRN)         | 10                           |                         |    |                              |                              |  |  |                                      |                                      |  |  |                                |                                |  |  |                           |                           |
|  | Hossein Vafaei (IRN)         | 10                           | Ronnie O'Sullivan (1)   | 10 |                              |                              |  |  |                                      |                                      |  |  |                                |                                |  |  |                           |                           |
|  | 15 & 16 de abril             |                              | Ronnie O'Sullivan (1)   | 10 |                              |                              |  |  |                                      |                                      |  |  |                                |                                |  |  |                           |                           |
|  |                              | Luca Brecel (9)              | 13                      |    |                              |                              |  |  |                                      |                                      |  |  |                                |                                |  |  |                           |                           |
|  | Luca Brecel (BEL) (9)        | Luca Brecel (9)              | 13                      | 10 |                              |                              |  |  |                                      |                                      |  |  |                                |                                |  |  |                           |                           |
|  | Luca Brecel (BEL) (9)        | 20 & 21 de abril             |                         | 10 |                              |                              |  |  |                                      |                                      |  |  |                                |                                |  |  |                           |                           |
|  | Ricky Walden (ENG)           | 9                            |                         |    |                              |                              |  |  |                                      |                                      |  |  |                                |                                |  |  |                           |                           |
|  | Ricky Walden (ENG)           | 9                            | Luca Brecel (9)         | 13 |                              |                              |  |  |                                      |                                      |  |  |                                |                                |  |  |                           |                           |
|  | 16 & 17 de abril             |                              | Luca Brecel (9)         | 13 |                              |                              |  |  |                                      |                                      |  |  |                                |                                |  |  |                           |                           |
|  |                              | Mark Williams (8)            | 11                      |    |                              |                              |  |  |                                      |                                      |  |  |                                |                                |  |  |                           |                           |
|  | Mark Williams (WAL) (8)      | Mark Williams (8)            | 11                      | 10 |                              |                              |  |  |                                      |                                      |  |  |                                |                                |  |  |                           |                           |
|  | Mark Williams (WAL) (8)      |                              | 27, 28 & 29 de abril    | 10 |                              |                              |  |  |                                      |                                      |  |  |                                |                                |  |  |                           |                           |
|  | Jimmy Robertson (ENG)        | 5                            |                         |    |                              |                              |  |  |                                      |                                      |  |  |                                |                                |  |  |                           |                           |
|  | Jimmy Robertson (ENG)        | 5                            | Luca Brecel (9)         | 17 |                              |                              |  |  |                                      |                                      |  |  |                                |                                |  |  |                           |                           |
|  | 18 & 19 de abril             |                              | Luca Brecel (9)         | 17 |                              |                              |  |  |                                      |                                      |  |  |                                |                                |  |  |                           |                           |
|  |                              | Si Jiahui                    | 15                      |    |                              |                              |  |  |                                      |                                      |  |  |                                |                                |  |  |                           |                           |
|  | Judd Trump (ENG) (5)         | Si Jiahui                    | 15                      | 6  |                              |                              |  |  |                                      |                                      |  |  |                                |                                |  |  |                           |                           |
|  | Judd Trump (ENG) (5)         | 22, 23 & 24 de abril         |                         | 6  |                              |                              |  |  |                                      |                                      |  |  |                                |                                |  |  |                           |                           |
|  | Anthony McGill (SCO)         | 10                           |                         |    |                              |                              |  |  |                                      |                                      |  |  |                                |                                |  |  |                           |                           |
|  | Anthony McGill (SCO)         | 10                           | Anthony McGill          | 13 |                              |                              |  |  |                                      |                                      |  |  |                                |                                |  |  |                           |                           |
|  | 18 & 19 de abril             |                              | Anthony McGill          | 13 |                              |                              |  |  |                                      |                                      |  |  |                                |                                |  |  |                           |                           |
|  |                              | Jack Lisowski (12)           | 8                       |    |                              |                              |  |  |                                      |                                      |  |  |                                |                                |  |  |                           |                           |
|  | Jack Lisowski (ENG) (12)     | Jack Lisowski (12)           | 8                       | 10 |                              |                              |  |  |                                      |                                      |  |  |                                |                                |  |  |                           |                           |
|  | Jack Lisowski (ENG) (12)     |                              | 25 & 26 de abril        | 10 |                              |                              |  |  |                                      |                                      |  |  |                                |                                |  |  |                           |                           |
|  | Noppon Saengkham (THA)       | 7                            |                         |    |                              |                              |  |  |                                      |                                      |  |  |                                |                                |  |  |                           |                           |
|  | Noppon Saengkham (THA)       | 7                            | Anthony McGill          | 12 |                              |                              |  |  |                                      |                                      |  |  |                                |                                |  |  |                           |                           |
|  | 18 & 20 de abril             |                              | Anthony McGill          | 12 |                              |                              |  |  |                                      |                                      |  |  |                                |                                |  |  |                           |                           |
|  |                              | Si Jiahui                    | 13                      |    |                              |                              |  |  |                                      |                                      |  |  |                                |                                |  |  |                           |                           |
|  | Robert Milkins (ENG) (13)    | Si Jiahui                    | 13                      | 10 |                              |                              |  |  |                                      |                                      |  |  |                                |                                |  |  |                           |                           |
|  | Robert Milkins (ENG) (13)    | 22, 23 & 24 de abril         |                         | 10 |                              |                              |  |  |                                      |                                      |  |  |                                |                                |  |  |                           |                           |
|  | Joe Perry (ENG)              | 9                            |                         |    |                              |                              |  |  |                                      |                                      |  |  |                                |                                |  |  |                           |                           |
|  | Joe Perry (ENG)              | 9                            | Robert Milkins (13)     | 7  |                              |                              |  |  |                                      |                                      |  |  |                                |                                |  |  |                           |                           |
|  | 19 & 20 de abril             |                              | Robert Milkins (13)     | 7  |                              |                              |  |  |                                      |                                      |  |  |                                |                                |  |  |                           |                           |
|  |                              | Si Jiahui                    | 13                      |    |                              |                              |  |  |                                      |                                      |  |  |                                |                                |  |  |                           |                           |
|  | Shaun Murphy (ENG) (4)       | Si Jiahui                    | 13                      | 9  |                              |                              |  |  |                                      |                                      |  |  |                                |                                |  |  |                           |                           |
|  | Shaun Murphy (ENG) (4)       |                              | 30 de abril & 1 de maio | 9  |                              |                              |  |  |                                      |                                      |  |  |                                |                                |  |  |                           |                           |
|  | Si Jiahui (CHN)              | 10                           |                         |    |                              |                              |  |  |                                      |                                      |  |  |                                |                                |  |  |                           |                           |
|  | Si Jiahui (CHN)              | 10                           | Luca Brecel (9)         | 18 |                              |                              |  |  |                                      |                                      |  |  |                                |                                |  |  |                           |                           |
|  | 17 de abril                  |                              | Luca Brecel (9)         | 18 |                              |                              |  |  |                                      |                                      |  |  |                                |                                |  |  |                           |                           |
|  |                              | Mark Selby (2)               | 15                      |    |                              |                              |  |  |                                      |                                      |  |  |                                |                                |  |  |                           |                           |
|  | Mark Allen (NIR) (3)         | Mark Selby (2)               | 15                      | 10 |                              |                              |  |  |                                      |                                      |  |  |                                |                                |  |  |                           |                           |
|  | Mark Allen (NIR) (3)         | 20, 21 & 22 de abril         |                         | 10 |                              |                              |  |  |                                      |                                      |  |  |                                |                                |  |  |                           |                           |
|  | Fan Zhengyi (CHN)            | 5                            |                         |    |                              |                              |  |  |                                      |                                      |  |  |                                |                                |  |  |                           |                           |
|  | Fan Zhengyi (CHN)            | 5                            | Mark Allen (3)          | 13 |                              |                              |  |  |                                      |                                      |  |  |                                |                                |  |  |                           |                           |
|  | 15 & 16 de abril             |                              | Mark Allen (3)          | 13 |                              |                              |  |  |                                      |                                      |  |  |                                |                                |  |  |                           |                           |
|  |                              | Stuart Bingham (14)          | 4                       |    |                              |                              |  |  |                                      |                                      |  |  |                                |                                |  |  |                           |                           |
|  | Stuart Bingham (ENG) (14)    | Stuart Bingham (14)          | 4                       | 10 |                              |                              |  |  |                                      |                                      |  |  |                                |                                |  |  |                           |                           |
|  | Stuart Bingham (ENG) (14)    |                              | 25 & 26 de abril        | 10 |                              |                              |  |  |                                      |                                      |  |  |                                |                                |  |  |                           |                           |
|  | David Gilbert (ENG)          | 4                            |                         |    |                              |                              |  |  |                                      |                                      |  |  |                                |                                |  |  |                           |                           |
|  | David Gilbert (ENG)          | 4                            | Mark Allen (3)          | 13 |                              |                              |  |  |                                      |                                      |  |  |                                |                                |  |  |                           |                           |
|  | 15 & 16 de abril             |                              | Mark Allen (3)          | 13 |                              |                              |  |  |                                      |                                      |  |  |                                |                                |  |  |                           |                           |
|  |                              | Jak Jones                    | 10                      |    |                              |                              |  |  |                                      |                                      |  |  |                                |                                |  |  |                           |                           |
|  | Ali Carter (ENG) (11)        | Jak Jones                    | 10                      | 6  |                              |                              |  |  |                                      |                                      |  |  |                                |                                |  |  |                           |                           |
|  | Ali Carter (ENG) (11)        | 21 & 22 de abril             |                         | 6  |                              |                              |  |  |                                      |                                      |  |  |                                |                                |  |  |                           |                           |
|  | Jak Jones (WAL)              | 10                           |                         |    |                              |                              |  |  |                                      |                                      |  |  |                                |                                |  |  |                           |                           |
|  | Jak Jones (WAL)              | 10                           | Jak Jones               | 13 |                              |                              |  |  |                                      |                                      |  |  |                                |                                |  |  |                           |                           |
|  | 15 & 16 de abril             |                              | Jak Jones               | 13 |                              |                              |  |  |                                      |                                      |  |  |                                |                                |  |  |                           |                           |
|  |                              | Neil Robertson (6)           | 7                       |    |                              |                              |  |  |                                      |                                      |  |  |                                |                                |  |  |                           |                           |
|  | Neil Robertson (AUS) (6)     | Neil Robertson (6)           | 7                       | 10 |                              |                              |  |  |                                      |                                      |  |  |                                |                                |  |  |                           |                           |
|  | Neil Robertson (AUS) (6)     |                              | 27, 28 & 29 de abril    | 10 |                              |                              |  |  |                                      |                                      |  |  |                                |                                |  |  |                           |                           |
|  | Wu Yize (CHN)                | 3                            |                         |    |                              |                              |  |  |                                      |                                      |  |  |                                |                                |  |  |                           |                           |
|  | Wu Yize (CHN)                | 3                            | Mark Allen (3)          | 15 |                              |                              |  |  |                                      |                                      |  |  |                                |                                |  |  |                           |                           |
|  | 19 de abril                  |                              | Mark Allen (3)          | 15 |                              |                              |  |  |                                      |                                      |  |  |                                |                                |  |  |                           |                           |
|  |                              | Mark Selby (2)               | 17                      |    |                              |                              |  |  |                                      |                                      |  |  |                                |                                |  |  |                           |                           |
|  | Kyren Wilson (ENG) (7)       | Mark Selby (2)               | 17                      | 10 |                              |                              |  |  |                                      |                                      |  |  |                                |                                |  |  |                           |                           |
|  | Kyren Wilson (ENG) (7)       | 23 de abril                  |                         | 10 |                              |                              |  |  |                                      |                                      |  |  |                                |                                |  |  |                           |                           |
|  | Ryan Day (WAL)               | 5                            |                         |    |                              |                              |  |  |                                      |                                      |  |  |                                |                                |  |  |                           |                           |
|  | Ryan Day (WAL)               | 5                            | Kyren Wilson (7)        | 2  |                              |                              |  |  |                                      |                                      |  |  |                                |                                |  |  |                           |                           |
|  | 17 & 18 de abril             |                              | Kyren Wilson (7)        | 2  |                              |                              |  |  |                                      |                                      |  |  |                                |                                |  |  |                           |                           |
|  |                              | John Higgins (10)            | 13                      |    |                              |                              |  |  |                                      |                                      |  |  |                                |                                |  |  |                           |                           |
|  | John Higgins (SCO) (10)      | John Higgins (10)            | 13                      | 10 |                              |                              |  |  |                                      |                                      |  |  |                                |                                |  |  |                           |                           |
|  | John Higgins (SCO) (10)      |                              | 25 & 26 de abril        | 10 |                              |                              |  |  |                                      |                                      |  |  |                                |                                |  |  |                           |                           |
|  | David Grace (ENG)            | 3                            |                         |    |                              |                              |  |  |                                      |                                      |  |  |                                |                                |  |  |                           |                           |
|  | David Grace (ENG)            | 3                            | John Higgins (10)       | 7  |                              |                              |  |  |                                      |                                      |  |  |                                |                                |  |  |                           |                           |
|  | 18 de abril                  |                              | John Higgins (10)       | 7  |                              |                              |  |  |                                      |                                      |  |  |                                |                                |  |  |                           |                           |
|  |                              | Mark Selby (2)               | 13                      |    |                              |                              |  |  |                                      |                                      |  |  |                                |                                |  |  |                           |                           |
|  | Gary Wilson (ENG) (15)       | Mark Selby (2)               | 13                      | 10 |                              |                              |  |  |                                      |                                      |  |  |                                |                                |  |  |                           |                           |
|  | Gary Wilson (ENG) (15)       | 22, 23 & 24 de abril         |                         | 10 |                              |                              |  |  |                                      |                                      |  |  |                                |                                |  |  |                           |                           |
|  | Elliot Slessor (ENG)         | 8                            |                         |    |                              |                              |  |  |                                      |                                      |  |  |                                |                                |  |  |                           |                           |
|  | Elliot Slessor (ENG)         | 8                            | Gary Wilson (15)        | 7  |                              |                              |  |  |                                      |                                      |  |  |                                |                                |  |  |                           |                           |
|  | 19 & 20 de abril             |                              | Gary Wilson (15)        | 7  |                              |                              |  |  |                                      |                                      |  |  |                                |                                |  |  |                           |                           |
|  |                              | Mark Selby (2)               | 13                      |    |                              |                              |  |  |                                      |                                      |  |  |                                |                                |  |  |                           |                           |
|  | Mark Selby (ENG) (2)         | Mark Selby (2)               | 13                      | 10 |                              |                              |  |  |                                      |                                      |  |  |                                |                                |  |  |                           |                           |
|  | Mark Selby (ENG) (2)         |                              |                         | 10 |                              |                              |  |  |                                      |                                      |  |  |                                |                                |  |  |                           |                           |
|  | Matthew Selt (ENG)           | 8                            |                         |    |                              |                              |  |  |                                      |                                      |  |  |                                |                                |  |  |                           |                           |
|  | Matthew Selt (ENG)           | 8                            |                         |    |                              |                              |  |  |                                      |                                      |  |  |                                |                                |  |  |                           |                           |

### Final
| Final: Melhor de 35 frames. Árbitro: A anunciar Crucible Theatre, Sheffield, Inglaterra, 30 de abril e 1 de maio de 2023 |                |                             |
| Luca Brecel (9) · Bélgica                                                                                                | 18–15          | Mark Selby (2) · Inglaterra |
| Sessão 1: Sessão 2: |                |                             |
| 141 | Maior break    | 147                         |
| 5 | Century breaks | 3                           |
| 14 | Breaks de 50+  | 12                          |

## Fase de qualificação
Os números junto aos nomes dos jogadores indicam a posição de cabeças-de-série, com a letra "a" a indicar os jogadores amadores à data do sorteio. A WPBSA selecionou 16 jogadores amadores e 103 profissionais fora do top 16.